# Club Voleibol Logroño 2015-2016
Questa voce raccoglie le informazioni riguardanti il Club Voleibol Logroño nelle competizioni ufficiali della stagione 2015-2016.

## Organigramma societario
Area direttiva
- Presidente: Carlos Arratia
- Vicepresidente: Javier Yarza

Area organizzativa
- Tesoriere: María Teresa Sandín

Area tecnica
- Allenatore: André Collin
- Allenatore in seconda: Carlos Arratia
- Assistente allenatore: Ramón Pujol
- Scout man: Ramón Pujol

Area sanitaria
- Preparatore atletico: Manuel Pacheco

## Rosa
| N° | Nome                  | Ruolo | Data di nascita  | Nazionalità sportiva |
| -- | --------------------- | ----- | ---------------- | -------------------- |
| 1  | Eliana Aylen González | L     | 27 gennaio 1997  | Spagna               |
| 3  | Fernanda Gritzbach    | C     | 10 gennaio 1984  | Brasile              |
| 4  | Elisângela Pereira    | S     | 23 aprile 1980   | Brasile              |
| 5  | Amelia Portero        | S     | 28 maggio 1995   | Spagna               |
| 6  | Daniela da Silva      | S/O   | 10 maggio 1981   | Brasile              |
| 7  | Alicia Rodríguez      | P     | 12 agosto 1997   | Spagna               |
| 9  | Sheila D'Amaro        | S     | 20 ottobre 1982  | Brasile              |
| 10 | Yoraxy Meleán         | P     | 1º maggio 1975   | Spagna               |
| 11 | Kristina Pugačëva     | S     | 26 giugno 1992   | Ucraina              |
| 13 | Helia González        | S     | 25 agosto 1985   | Spagna               |
| 15 | Amaranta Fernández    | C     | 11 agosto 1983   | Spagna               |
| 15 | Maite Arratia         | S     | 2 giugno 1987    | Spagna               |
| 17 | Iva Pejković          | C     | 3 luglio 1984    | Serbia               |
| 18 | Esther López          | L     | 29 novembre 1975 | Spagna               |